# 汉字简化方案
《汉字简化方案》，是1950年代中华人民共和国国务院公布的汉字简化的规范，是中华人民共和国汉字改革的主要内容之一。因为后来又出現了第二次汉字简化方案，所以这次改革方案又称为第一次汉字简化方案。其之后由1986年的《简化字总表》取代。

## 歷史
- 1952年，中国文字改革研究委员会编拟《常用汉字简化表草案》第一次稿，确定了“述而不作”的编选原则。但毛泽东看过后却很不满意，提出：“700个简体字还不够简，作简体字要多利用草体，找出简化规律，作出基本形体，有规律地进行简化。汉字的数量也必须大大减缩，一个字可以代替好几个字，只有从形体上和数量上同时精简，才算得上简化。”[2]

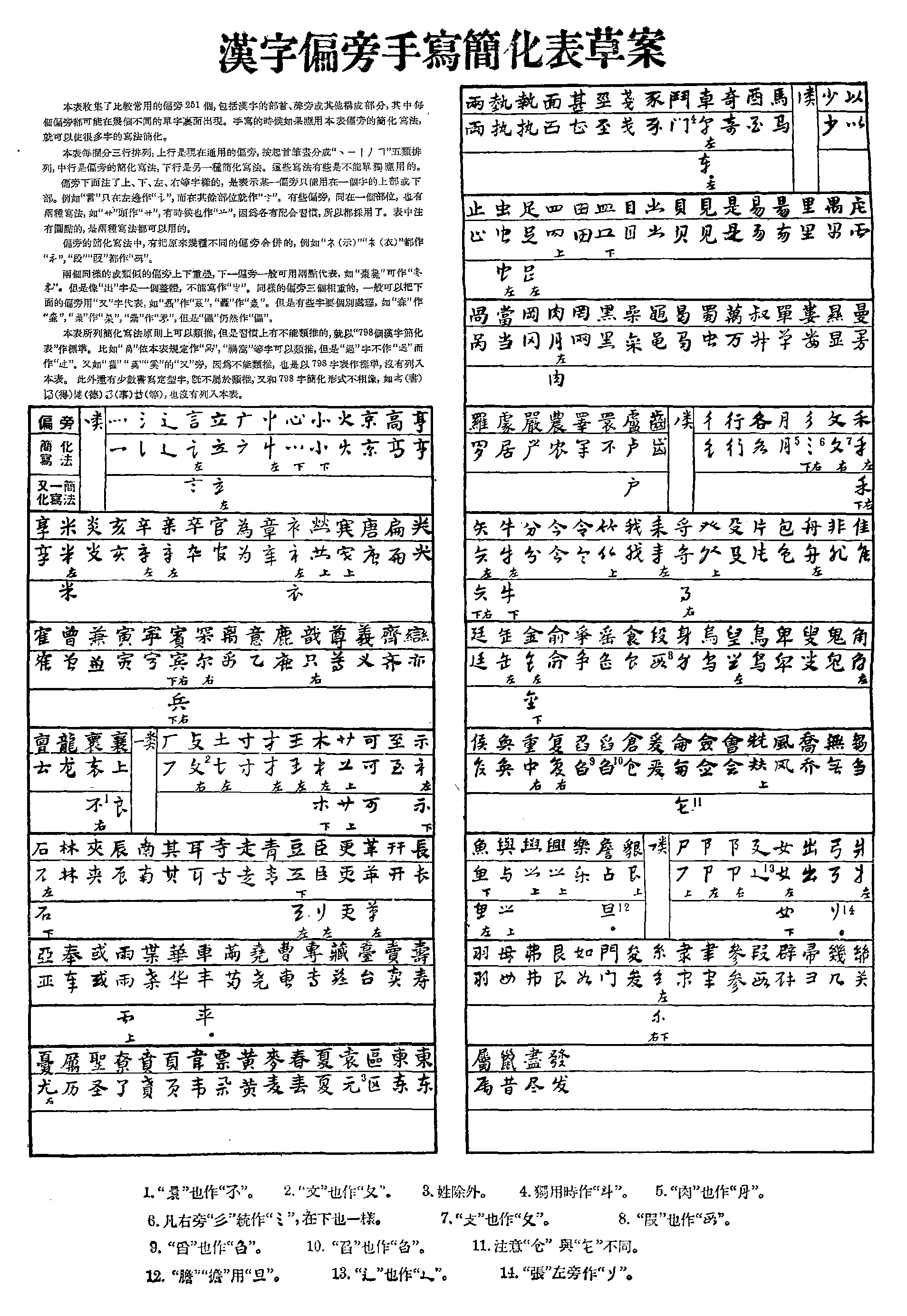
《漢字簡化方案草案》第三表〈漢字偏旁手寫簡化表草案〉

- 1955年1月7日，中國文字改革研究委員會公佈《漢字簡化方案草案》。草案共分三表，分別為〈798個漢字簡化表〉、〈擬廢除的400個異體字表〉、〈漢字偏旁手寫簡化表〉。第二表後來分拆成《第一批異體字整理表》。第三表包括了後來大部份「草書楷化」偏旁，原本設計只在手寫時使用，不用於印刷。

- 1955年10月，《汉字简化方案修正草案》经全国文字改革会议讨论通过，会议后中国文字改革委员会根据讨论的结果作了修改，共修改19個簡化字，及取消一個簡化偏旁，修改后的修正草案经国务院汉字简化方案申请委员会审定。

- 1955年11月21日，教育部发出《关于在各级学校推行简化汉字的通知》；同月解放军总政治部发出同样内容的通知。[3][4]

- 1956年1月28日国务院全体会议第23次会议通过了《关于公布〈汉字简化方案〉的决议 （页面存档备份，存于）》。

- 1956年1月31日《人民日报》全文发表了国务院的《关于公布〈汉字简化方案〉的决议》和《汉字简化方案》。1956年2月1日起方案第一表在全国推行[5]。同年6月1日推行第二批簡化字。

- 1957年，大鳴大放期間，發生了文字改革辯論。《光明日報》和《文匯報》上刊登了不少反對漢字簡化的意見。[6]

- 1958年1月10日，周恩來發表《當前文字改革的任務》報告，指責「一些右派份子對文字改革進行了惡毒的攻擊，說漢字簡化搞糟了，群眾都反對，要國務院收回成命，把《漢字簡化方案》撤回」，表示漢字簡化「是符合群眾利益並且受到群眾熱烈歡迎的好事」，「應該給以堅決支持」。[7]2月3日，吴玉章發表《关于当前文字改革工作和汉语拼音方案的报告》，重提了指責「右派份子」的這段話。[8]

- 1958年5月15日推行第三批簡化字，次年7月15日推行第四批簡化字及簡化偏旁。

- 1964年5月，文改會修訂《漢字簡化方案》後，發表《簡化字總表》，並推行了方案中餘下的28個簡化字。

## 结构
《漢字簡化方案》共分三部份，分别为：
1. 第一部份〈漢字簡化第一表〉，共收230個簡化字，在1956年2月1日起全面推行；
2. 第二部份〈漢字簡化第二表〉，共收285個簡化字；
3. 第三部份〈漢字偏旁簡化表〉，共收54個簡化偏旁。

〈漢字簡化第二表〉及〈漢字偏旁簡化表〉是「公佈試用」，即向各地政協委員徵求意見後，「作某些必要的修正，然後再正式分批推行」。
第一表和第二表的簡化字合共515個。

## 方案的推行過程
- 1956年至1959年，《漢字簡化方案》的簡化字，分為四批在印刷物上正式推行，合共517個簡化字，其中第一表和第二表的簡化字487個，類推簡化字30個：
- 1956年2月1日，推行第一批簡化字，共260個。（包括第一表230個簡化字，以及30個類推簡化字。其中「鐵」「觀」「覺」「證」四字簡化為「鉄」「覌」「覚」「証」，直至第四批推行才將偏旁簡化。）
- 1956年6月1日，推行第二批簡化字，共95個。（當時簡化為，8年後《簡化字總表》才修改為「临」。）
- 1958年5月15日，推行第三批簡化字，共70個。
- 1959年7月15日，推行第四批簡化字，共92個，並且規定簡化偏旁在出版物上「陸續推行，不再分批公佈」。（方案中「钟」原本只作「鐘」的簡化字，第四批推行時兼作「鍾」的簡化字。方案將「婁嘍」簡化為「娄」，「徹澈」簡化為「彻」，「倉艙」簡化為「仓」。這三個簡化字列入第四批推行時，不兼作「嘍」「澈」「艙」的簡化字。可是後來在二簡字草案中再次把「艙」字簡化為「仓」。）

### 第一批簡化字
（有星號者為繼續試行的偏旁類推字）

### 试用简化字
方案中尚有28個簡化字仍在試用，未列入這四批簡化字中：
這28個簡化字在1964年《簡化字總表》全數收入後，才正式推行。

### 简化偏旁
方案中〈漢字偏旁簡化表〉的簡化偏旁，因為有大量漢字的各字體各字號的鉛字字模重刻，工程龐大，只能在方案公佈後多年陸續推行。當中三個簡化偏旁「金」「魚」「鳥」，在正式推行前修改了字形，原本分別為，推行前改為「钅」「鱼」「鸟」。

## 後續發展

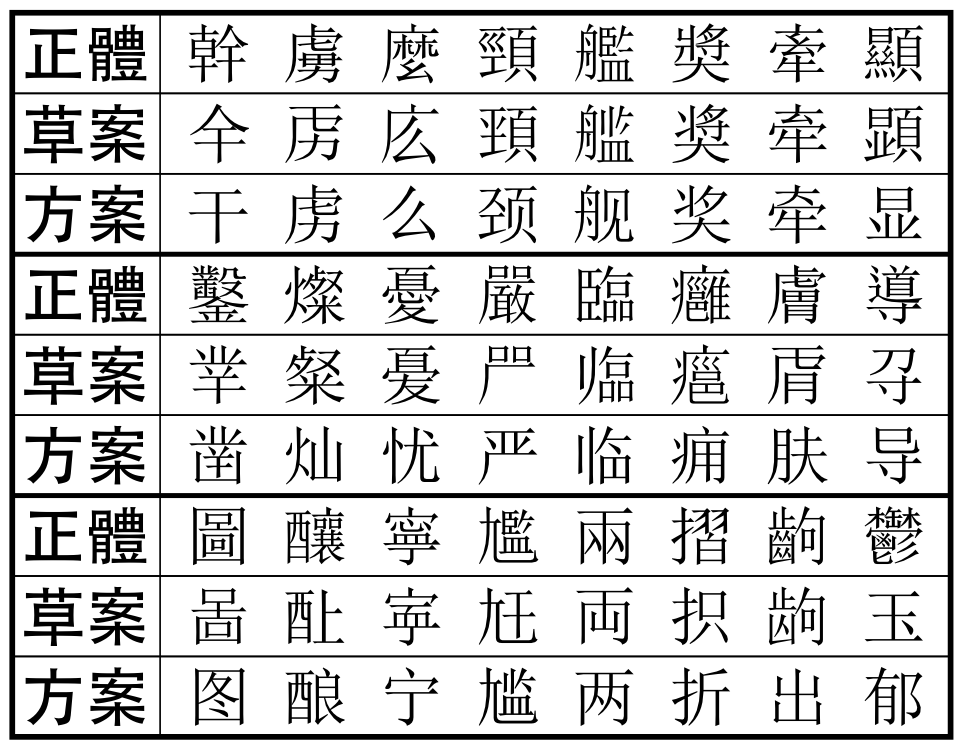
1955年的簡化字草案與1956年的簡化字方案中，一部份簡化方法不同的字。（方案中「臨」的簡化字第二筆是豎撇，此表用經修改的現行簡化字。）

《漢字簡化方案》的設計有缺點和疏漏，又欠說明，令到使用上出現混亂局面，例如「藉」合併到「借」，「餘」合併到「余」，「覆」合併到「复」等，有時會引起意義混淆；「島」「梟」等字沒有交代如何類推簡化；「華」簡化為「华」，「嘩」「樺」等字是否應該類推簡化；「攝」「鑷」簡化為「摄」「镊」，「聶」是否也應簡化；多音字「乾」「徵」等用其他讀音時是否合併到「干」「征」；「吁」「叶」「仆」等字作本字用時讀音是否如前；一些簡化字的偏旁不合理，如試用中的「纖」的簡化字把右旁改成「千」。另外大眾不清楚一些新的簡化字寫法，例如「類」左下部是有一點的「犬」，「类」下部是否也有；「殼」左下部的「几」上有一短橫，「壳」是否也有；「马」「长」等字共有幾筆等。
1964年5月，文改委出版了《简化字总表》，旨在解決《汉字简化方案》的一些缺点和不足，共分三表：第一表是352个不作偏旁用的简化字，第二表是132个可作偏旁用的简化字和14个简化偏旁，第三表是经过偏旁类推而成的1,754个简化字；共2,238字（因“签”、“须”两字重见，实际为2,236字）。《漢字簡化方案》中的簡化字第二筆是豎撇，在《簡化字總表》中第二筆改作長豎為「临」，與其他有「臣」偏旁的字的簡化方式一致。
中國文字改革委員會在1977年12月20日提出《第二次漢字簡化方案（草案）》，試用幾個月後暫停，其後文改會提出修訂草案，於1986年廢止。
1986年國家語言文字工作委員會重新发表經修訂《简化字总表》（共收2,274個簡化字及讠[訁]、饣[飠]、纟[糹]、钅[釒]、呙[咼]等14個偏旁），正式取代《汉字简化方案》。